# Scopula subrubellata
Scopula subrubellata là một loài bướm đêm trong họ Geometridae.